# Bacsfa
Bacsfa (szlovákul Báč) község Szlovákiában, a Nagyszombati kerület Dunaszerdahelyi járásában.

## Fekvése
Somorjától 6 km-re délkeletre a Duna-csatorna bal partján található.

## Története
A települést 1205-ben említik először, 1238-ban temploma volt, melyet 1852-ben bontottak le. 1319-ben "Bochfolua", 1321-ben "Boch", 1406-ban "Bachfalua" néven említik a korabeli források. Az esztergomi érsekség faluja volt, érseki nemesek lakták. Páduai Szent Antalnak szentelt ferences temploma 1660 és 1677 között épült a kolostorral együtt. 1828-ban 33 házában 258 lakos élt, akik főként mezőgazdasággal foglalkoztak. 1849. május 12-én határában csata dúlt a honvédsereg és a császári csapatok között.
Vályi András szerint "BÁCSFALVA. Elegyes falu Poson Vármegyében, birtokosai külömbféle Urak, lakosai katolikusok, fekszik Vajkának szomszédságában, mellynek filiaja, nevezetes e’ helység a’ Szent Antal Klastromárol, mellyben SZENT FERENTZ Szerzetebéli Atyák laknak, és híres bútsú járások vagynak benne. Határja középszerű, szőlőt is termesztenek lakosai, réttye, ’s legelője meglehetős, második Osztálybéli."
Fényes Elek szerint "Bácsfa, magyar falu, Pozson vármegyében, ut. p. Somorjához 1/2 órányira: 237 kath., 7 evang., 7 zsidó lak. A vajkai székhez tartozik."
Pozsony vármegye monográfiája szerint "Bácsfa, felsőcsallóközi magyar kisközség, a hol 48 ház és 300 lakos van, a kik róm. kath. vallásúak. E község első okleveles nyomát már 1205-ben találjuk. A vajkai érseki székhez tartozott és az érseki nemesek birtoka volt. 1725-ben itt, az akkor dúlt pestis emlékére, fogadalmi kápolnát emeltek, mely azonban már használaton kívül áll. 1764 óta a kápolna körül temető van. 1857-ben és 1866-ban a község nagy részét tűz pusztította el, 1862-ben pedig árvíz. A községhez tartozik Szent-György-Úr és Szent-Antal. Ez utóbbi híres búcsujáró hely. Lippay György esztergomi érsek Szent-György-Úr közelében templomot és zárdát építtetett. 1660-ban tették le az alapkövet és 1666 január 3-ig folyt az építkezés, a mikor Lippay meghalt és az építkezés megszakadt. Utóda Szelepcsényi György érsek folytatta a munkát, melyet 1674-ben be is fejeztek, mire az új hajlékba a primás ferenczrendieket telepített. A templom főoltárát Apponyi György gróf emeltette 1782-ben; – az oltáron a Szüz Anya kegyképe van elhelyezve. A templom alatti egyik sírbolt az Apponyi család temetkező helye. A templomot 1724 október 1-én szentelte föl Ghyllányi György tinini püspök – mivel ez ideig csak meg volt áldva – páduai Szent Antal tiszteletére és innen kapta Szent Antal nevét is. 1718-ban itt óriási vihar pusztított, mely a kolostor tetőzetét elvitte. Egy-két héttel később a vihar ismétlődött és ledöntötte a templom homlokzatát. A kárt sok fáradsággal ismét helyrepótolták. 1684-ben a báró Maholányi család a templom és a zárda előtt páduai Szent Antal szobrát állíttatta föl. A szentgyörgyúri ősi kis templomot, roskadozó állapota miatt, 1852-ben lerombolták. 1789-ben, a rend eltörlése után a zárdát magtárnak, a templomot pedig széna-raktárnak használták, míg végre 1811-ben a helytartótanács a ferenczrendieknek a visszatelepedést megengedte. Szent-György-Úr már 1205-ben említve van, 1238-ban pedig a már említett templom is szerepel. E község is a vajkai székhez tartozott. Van itt egy kastélyszerű, nagyobb épület is, mely az Apponyi grófoké volt, most pedig Welteni Wiener Rezső lovagé. A községben van posta, távírója Somorján van, vasúti állomása pedig Nagypakán."
A trianoni békeszerződésig Pozsony vármegye Somorjai járásához tartozott. Az I. bécsi döntés által 1938 és 1944 között ismét Magyarországhoz tartozott. Visszacsatolását követően a 4/I honvédzászlóalj, Kisfaludy József alezredes parancsnoksága alatt 1938. november 5-én este vonult be a községbe, s ünnepélyes keretek közt átadta Sopron város ajándékát, a nemzetiszínű zászlót. A második világháború után ismét Csehszlovákiához csatolták.

## Népessége
| Év:            | 1994. | 2004.   | 2014.   | 2024.   |
| -------------- | ----- | ------- | ------- | ------- |
| Emberek száma: | 580   | 526     | 552     | 553     |
| Eltérés:       |       | -9,31 % | +4,94 % | +0,18 % |

| Év:            | 2023. | 2024.   |
| -------------- | ----- | ------- |
| Emberek száma: | 552   | 553     |
| Eltérés:       |       | +0,18 % |

1910-ben 321, túlnyomórészt magyar lakosa volt.
2011-ben 553 lakosából 394 magyar és 149 szlovák volt.
2021-ben 546 lakosából 396 (+13) magyar, 136 (+15) szlovák, 3 egyéb és 11 ismeretlen nemzetiségű volt.

## Nevezetességei
- A Páduai Szent Antal tiszteletére szentelt ferences templom 1677-ben épült. Oltárán állt a vért könnyező Boldogasszony kegyképe, melyet gyógyulásának hálájából festetett egy Liszkay Márton nevű doborgazi ifjú 1705-ben. A kegykép 1715. június 19. és június 23. között négy alkalommal könnyezett. Azóta a csallóköziek búcsújáróhelye volt. A képet 1995-ben elrabolták, amely azóta sem került elő. Egy másolat található a helyén. A templom alatti sírboltban az Apponyi család több tagja mellett nyugszik Amade László költő is. Egy fali oltárt 1932-ben eladtak a Pozsonyi Városi Múzeumnak.[11]
- A templom északi oldala mellett a lebontott Szent György templom helyén 1866–67-ben épített neogótikus kálvária áll.
- A rendház mellett áll a 19. század elején épített Apponyi-kastély.
- A fogadalmi kápolnát 1775-ben egy pestisjárvány után építették.

## Neves személyek
- A régi temetőben található Guthori Földes Gyula (1829-1910) 48-as honvéd, ügyvéd, majd országgyűlési képviselő sírja.[12]
- A ferences templom sírboltjában nyugszik Amade László költő.
- Itt született 1885-ben Földes György író, földbirtokos.
- Itt született 1903-ban Schubert Ernő magyar festő, grafikus, textil- és bútortervező. A Iparművészeti Főiskola egykori rektora (1948-1952).
- Szentantalon szolgált Lepsényi Miklós József (1860-1924) római katolikus lelkész és országgyűlési képviselő.
- Itt élt Szüllő Géza (1873-1957) nagybirtokos, politikus, az MTA levelező tagja (1937–1945).
- Szentantalon hunyt el Nagy Illuminát Antal (1833–1899) ferences szerzetes, vikárius.
- Itt hunyt el 1958-ban Ján Králiček jezsuita egyházi író, szerkesztő, nyelvtanár.
- Itt szolgált Czigány Imre (1917-1985) plébános, meghurcolt magyar pap.